# Silva Črnugelj
Silva Črnugelj, slovenska političarka, * 29. december 1954, Beograd.
Silva Črnugelj se je kot edini otrok rodila očetu Francu Črnuglju, ki so ga klicali tudi Zorko, ter materi Pavli Črnugelj. Njen oče je bil generalmajor v Jugoslovanski Ljudski Armadi (JLA).

## Življenje
Dve leti je delovala kot knjižničarka- lektorica. Organizirala je tudi izobraževanja v PAP-u. Bila je aktivna političarka. Leta 1982 je začela delati v delovni skupnosti Centralni Komite Komunistične partije Slovenije (CK ZKS). Kot knjižničarka- dokumentalistka je delala v centru za informiranje in propagando. Od leta 1985 je postala direktorica Knjižnice Šiška v Ljubljani, saj je knjižnica imela kadrovske težave. Bila je sekretarka konference mladih delavcih pri Zveza socialistične mladine Slovenije (OK ZSMS Ljubljana). V organizacijo je bila včlanjena mladina najstarejša do 27 let. Skrbeli so za mlade ljudi in jih poskušali družbeno politično aktivirati.
Na državnozborskih volitvah leta 2011 je kandidirala na listi SD. Bila je članica predsedstva OK ZSMS Ljubljana-Šiška, članica komisije za administrativna vprašanja Skupščine občine Ljubljana-Šiška. Kot starejša članica v politični stranki Socialni demokrati (SD), se je udeležila konference ustanovitve Foruma strešjih Socialnih demokratov, ki je potekal 2.12.2015. Namen ustanovitve je tesnejše sodelovanje s starejšo generacijo RS.